# Bộ Quốc phòng (Ukraina)
Bộ Quốc phòng Ukraina (tiếng Ukraina: Міністерство оборони України, МОУ, đã Latinh hoá: Ministerstvo oborony Ukrainy, MOU) là bộ thuộc chính phủ Ukraina giám sát quốc phòng và Lực lượng Vũ trang Ukraina. Người đứng đầu bộ là Bộ trưởng Quốc phòng. Tổng thống Ukraina là Tổng tư lệnh tối cao của Lực lượng Vũ trang Ukraina.